# Теракты в Ливии и Египте 7—8 января 2016 года
Теракты в Ливии и Египте 7—8 января 2016 года — террористические акты, произошедшие в Ливии 7 января 2016 года и 8 января в Египте.
Первое нападение в Ливии произошло в городе Злитен в 160 км от столицы страны Триполи: смертник на автомобиле атаковал тренировочный лагерь для курсантов. Погибли более 70 человек, ранены около 200. Вслед за этим был осуществлён подрыв машины в городе Рас-Лануф. В этом месте по разным данным погибли от 7—10 человек, ранено 40.
Это одна из самых смертоносных атак в Ливии за последнее время. Ответственность взяла на себя организация «Исламское государство».
8 января в туристическом городе Хургада, Египет, было совершено нападение на отель двумя вооруженными людьми. В результате пострадали 3 туриста: двое граждан Австрии и один подданный Швеции.